# Lamontjoie
Lamontjoie é uma comuna francesa na região administrativa da Nova Aquitânia, no departamento Lot-et-Garonne. Estende-se por uma área de 17,39 km². Em 2010 a comuna tinha 612 habitantes (densidade: 35,2 hab./km²).